# Hydrolys
Hydrolys (från grekiska hydro- (vatten) och lysis (klyvning)) är en kemisk process där en molekyl klyvs i två delar efter att en vattenmolekyl har adderats.
- Exempel 1) ester + vatten → karboxylsyra + alkohol
- Exempel 2) amid + vatten → karboxylsyra + amin

Hydrolysen kan katalyseras i närvaro av en syra (sur hydrolys) eller en bas (basisk hydrolys). Man kan också använda vissa enzymer – hydrolaser – vilket kan ge ytterst specifik hydrolys.

## Organisk hydrolys
Hydrolys är en av de vanligaste reaktionerna inom den organiska kemin, då alla produkter från en kondensationsreaktion kan hydrolyseras och bilda de ursprungliga reaktanterna. Under hydrolysen delas en funktionell grupp i två delar och en väteatom (H) adderas till en av delarna och en hydroxylgrupp till den andra.

### Hydrolys i matspjälkningssystemet
Det finns många typer av organisk hydrolys, bland annat vid sönderdelning av polymerer i magtarmkanalen. Många av de ämnena vi äter är olika polymerer (stärkelse, fett, protein) och för att kroppen ska kunna ta upp dessa ämnen måste makromolekylerna brytas ned till mindre molekyler. Detta sker genom hydrolys.

#### Proteinhydrolys
Det första steget i nedbrytningen av proteiner till mindre peptider sker i magsäcken. I magsäcken hydrolyseras protein med hjälp av enzymet pepsin. Men då pepsin inte kan katalysera hydrolysen för alla peptidbindningar bryts inte proteinet ned i aminosyror, utan istället till mindre peptider. Peptiderna hydrolyseras sedan i tolvfingertarmen med bl.a. enzymet trypsin som katalysator. Skälet till att det finns många olika enzym är att kroppens enzymer endast kan katalysera hydrolysen mellan ett fåtal aminosyror. Utan enzymerna är aktiveringsenergin så pass hög att hydrolysen sker mycket långsamt. Slutligen hydrolyseras peptiderna i tunntarmen ned till aminosyror med enzymet peptidas.

#### Hydrolys av sackarider
Polysackarider och oligosackarider bryts också ned via hydrolys. Ett exempel på detta är när sackaros bryts ned till glukos och fruktos.
{\displaystyle {\ce {C12H22O11(aq) + H2O(l) -> C6H12O6(aq) + C6H12O6(aq)}}}
I kroppen sker många av dessa reaktioner med hjälp av enzymer. Ett exempel på ett sådant enzym är amylas som katalyserar nedbrytningen av stärkelse.
Cellulosa är också en polysackarid som kan brytas ned med hjälp av hydrolysreaktioner, men människans kropp saknar enzym för att katalysera nedbrytningen av cellulosan. Andra djur som kor och får har dock dessa enzym och kan därför bryta ned cellulosa till glukos.

### Hydrolys av ATP
Det är genom hydrolys som kroppen omvandlar ATP till ADP. I denna reaktion spjälkas en fosfatgrupp av, och energin som fanns i bindningen friges. Denna reaktionen är precis som alla andra hydrolyser exoterm. Energin som frigörs vid denna hydrolys är alla levande organismers primära energikälla som används till bland annat cellväxt, muskelrörelse.
{\displaystyle {\ce {ATP^4- + 2H2O -> ADP^3- + HPO4^2- + H3O^+}}}
{\displaystyle {\ce {\Delta H = -40kJ}}}

### Hydrolys av amider
Även amider kan hydrolyseras till dess korresponderande karboxylsyra med hjälp av en syra som katalysator. Syran katalyserar reaktionen eftersom vätejonen binder in i amiden innan vattnet binder in i amiden. Detta gör amingruppen {\displaystyle {\ce {(R-NH2)}}} omvandlas till en amoniumgrupp {\displaystyle {\ce {(R-NH3^+)}}}. Det krävs mycket mindre energi för amoniumgruppen att lämna kolkedjan, än vad det tar för amingruppen att lämna. Efter att amoniumgruppen bildats binder vatten till amiden, och amoniumgruppen lämnar kolkedjan.
{\displaystyle {\ce {R-CONH2 + H2O -> R-COOH + NH3}}}

### Alkalisk esterhydrolys
Sönderdelning av en ester med hydroxidjoner (alltså basisk miljö) kallas alkalisk esterhydrolys, trots att vatten inte tas upp. Denna reaktion kallas även för förtvålning, eftersom tvål kan bildas.
Denna process funkar även på fetter, då fetter också är estrar. Den alkaliska esterhydrolysen delar på glycerolresten och karboxylresterna vilket frigör karboxylatjonerna till lösningen. Natriumsaltet av dessa karboxylatjoner kallas tvål, medan kaliumsaltet kallas såpa.

## Oorganisk hydrolys
En form av  oorganisk hydrolys är protolys av svagasyror. Vid protolys av syror binder vatten tillfälligt in i syran för att sedan bryta den kovalenta bindningen mellan syran och vätet.
{\displaystyle {\ce {A-H + H2O <=> A- + H3O^+}}}